# Mietta Albertini
Mietta Albertini, nata Amelia Albertini (Varese, 7 marzo 1949), è una regista, giornalista e attrice italiana.

## Biografia
Cineasta, giornalista, attrice di cinema e teatro e anche pittrice, è nata a Varese nel 1949. Vive e lavora a Milano, dove si è diplomata all'Accademia di Brera. 
Negli anni settanta ha iniziato a recitare professionalmente per il teatro, apparendo in alcuni spettacoli al Piccolo Teatro di Milano. Nel 1971, ricopre il ruolo di Adalgisa, l'operaia del film di Elio Petri La classe operaia va in paradiso, dove lavora a fianco di Gian Maria Volonté. Appare in seguito in altri film, diretta da Damiano Damiani, Raffaele Maiello, Gian Butturini, Franklin J. Schaffner, Lina Wertmüller e Felice Farina.
Ha diretto diversi documentari presentati a festival e collaborato con numerose testate (Vogue, il manifesto, la Sinistra, Reporter, Ciak e altri).

## Filmografia

### Attrice
- La classe operaia va in paradiso, regia di Elio Petri (1971)
- Non si scrive sui muri a Milano, regia di Raffaele Maiello (1975)
- Il mondo degli ultimi, regia di Gian Butturini (1980)
- Un complicato intrigo di donne, vicoli e delitti, regia di Lina Wertmüller (1986)
- Condominio, regia di Felice Farina (1991)

### Regista
- Franca Valeri - Elogio dell'ironia – documentario (2011)
- Lucia - La cetra del quartetto – documentario (2014)